# Tertenia
Tertenia (in sardo Tertenia) è un comune italiano di 3 851 abitanti della provincia dell'Ogliastra, nella Sardegna orientale.
Da sempre legato alla tradizione agro-pastorale, sorge a 129 metri sul livello del mare nella valle di Quirra compresa tra il monte Ferru e il tacco di Tacu Mannu e monte Arbu, a 100 chilometri da Cagliari.

## Geografia fisica

### Territorio

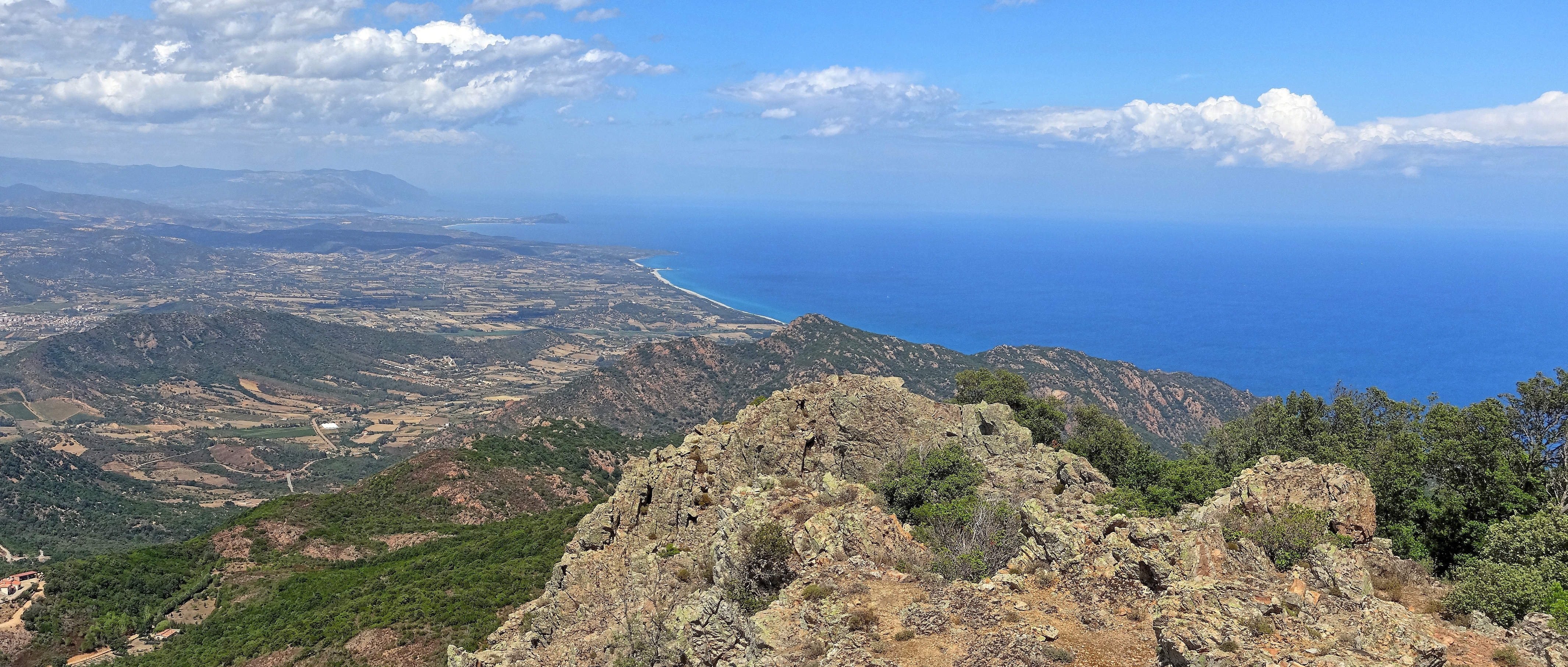
Monte Ferru

Il territorio si estende per circa 117 km², confina a nord e ovest con Gairo, Osini, Jerzu e Ulassai, a sud con le isole amministrative di Osini, Loceri, Lanusei mentre a est dal mare Tirreno, ha 12 km di costa. La valle del Quirra ha depositi del quaternario, provenienti dalle diverse alture circostanti, con suoli adatti a svariate culture. Il rio Quirra ha i principali affluenti di: Corongiu, su Santu, e Bacu Longu. La geologia del territorio è abbastanza varia e complessa, la catena Serra de Mari, separa il paese dal versante marittimo, il monte Cartuceddu e il monte Ferru (875 m) sono composti da rocce granitico-porfiriche rosee. "Serramari" venne chiamata nell'XI secolo "Tamari" in un documento giudicale di cessione all'Opera di Santa Maria di Pisa. Nella marina vi sono pianure e colline, lunghe spiagge Foxi Manna, Foxi de Murdegu, s'Abba de is Marronis, e coste rocciose. La vegetazione spontanea è arbustiva, con due vaste foreste, su Crabiolu e Fustiragili.

Appartengono al territorio di Tertenia gli scogli di Sarrala e di Su Brecconi.

## Origini del nome
Il toponimo Tertenia non ha etimologia chiara. Alcuni studiosi ritengono derivi da "Dardani" o "Troiani", in riferimento al mito che i Troiani si spostarono in Sardegna dopo la distruzione della loro città. Altri ritengono sia legato alla parola fenicia "tzar" (fortezza).

## Storia

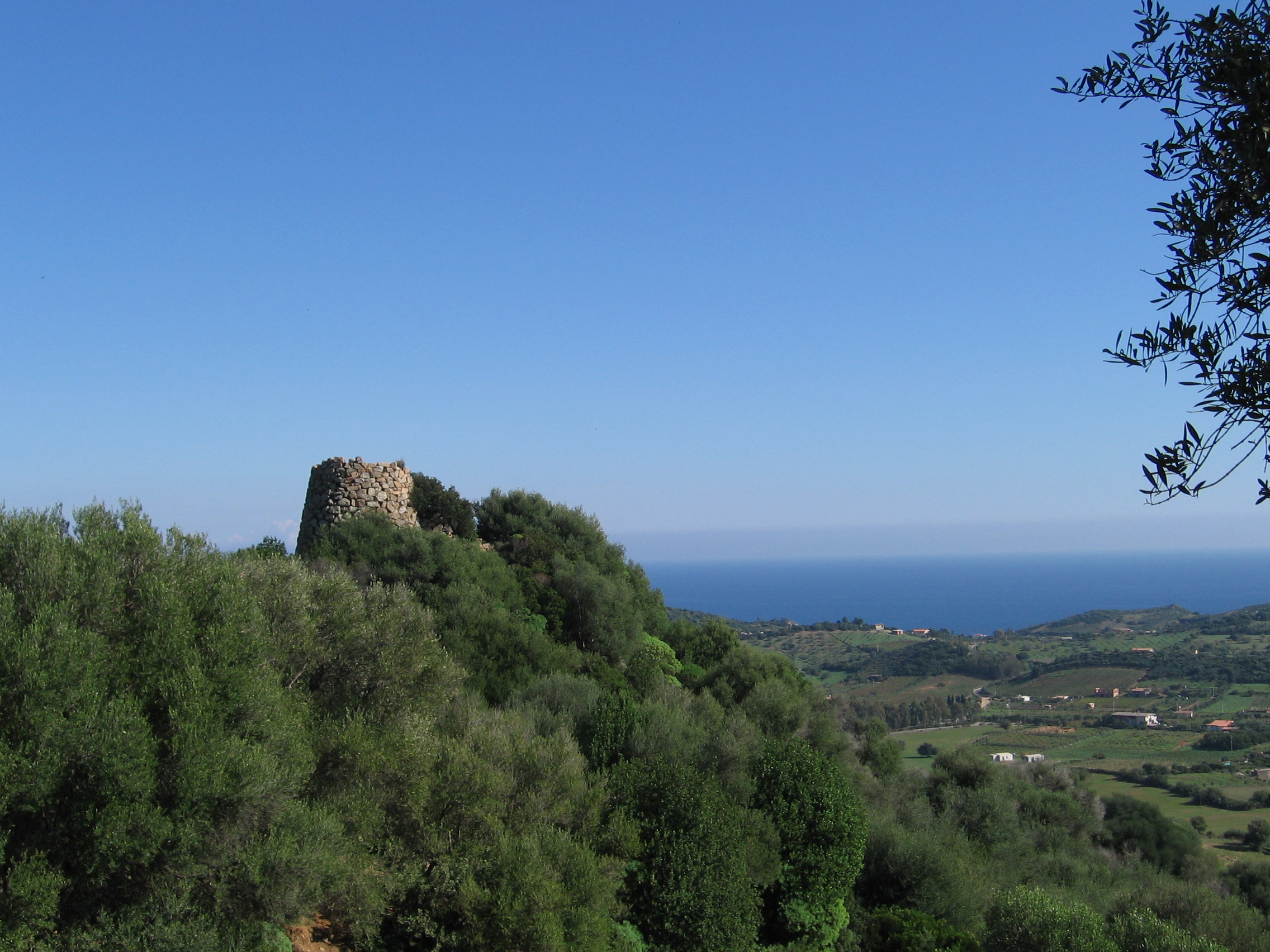
Nuraghe Longu

Le prime tracce di umani sono del Neolitico Recente (IV millennio a.C.), e sono attribuibili a genti della cultura di Ozieri. Oltre a strumenti in ossidiana, relativamente diffusi, testimonianze monumentali del neolitico finale si trovano nelle zone interne, dove sono presenti necropoli ipogeniche a Domus de Janas. In località Magalàu era presente una necropoli composta da tre ipogei scavati nello scisto, il cui solo superstite è composto da un'unica cella con una nicchia; in località Santa Lucia un'unica grotticella artificiale, simile a quella di Magalàu ma con una camera secondaria. Nel territorio sono presenti 77 nuraghi, 22 villaggi, 34 tombe dei giganti e un pozzo sacro risalenti al periodo nuragico. Questa densità di strutture testimonia un'alta densità demografica, parallela a quella documentata per altre aree in Sardegna, che implicava anche una certa articolazione economica e sociopolitica del territorio. L'intero sviluppo culturale nuragico è visibile nel paesaggio attuale.
Nel medioevo fece parte del giudicato di Cagliari, nella curatoria del Sarrabus della quale fu capoluogo. Alla caduta del giudicato (1258) passò per breve tempo al giudicato di Gallura, poi al comune di Pisa e successivamente, dal 1324, agli aragonesi.
Sotto il dominio aragonese il paese fu incorporato nella contea di Quirra, formata dal re d'Aragona Pietro IV il Cerimonioso e data in feudo ai Carroz. Nel 1603 la contea fu trasformata in marchesato, feudo prima dei Centelles e poi degli Osorio de la Cueva.
Intorno al XVI secolo, per vigilare sul litorale, venne costruita la torre di San Giovanni di Sarrala (Santu Juanni de Sàrrala). Nel XVIII secolo a sud di Tertenia scomparvero i paesi di Ullu ai piedi del castello di Quirra e Tovuda Billamonti nella località Bidda 'e Monti in agro di Tertenia.
Il paese fu riscattato agli Osorio, ultimi feudatari, nel 1839 con l'abolizione del sistema feudale, per cui divenne un comune amministrato da un sindaco e da un consiglio comunale.

### Simboli
Lo stemma e il gonfalone del Comune di Tertenia sono stati concessi con decreto del presidente della Repubblica dell'8 marzo 2006.
(D.P.R. 8 marzo 2006)
Il gonfalone è un drappo partito di azzurro e di bianco.

## Monumenti e luoghi d'interesse

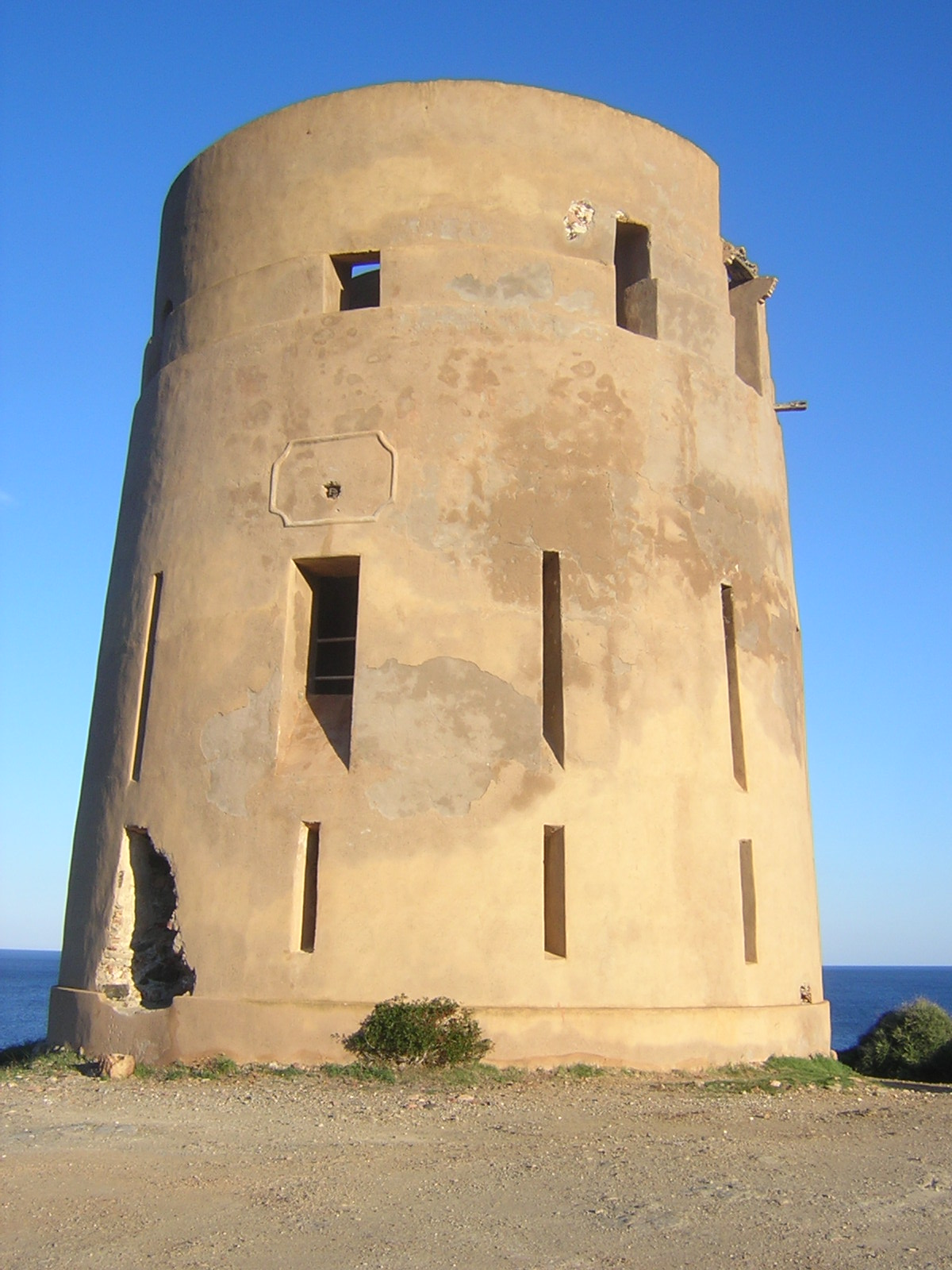
Torre di San Giovanni

Nei dintorni si trova il complesso di origine vulcanica del monte Ferru, ricco di boschi ed impegnativi sentieri, di notevole interesse archeologico si ha la presenza del nuraghe Aleri. Importante è il litorale di Sarrala, contraddistinto dalla presenza dell'interessante torre seicentesca di San Giovanni di Sarrala e di splendide spiagge, nel centro storico viene ospitata la collezione permanente delle opere di Albino Manca presso il museo a lui dedicato (museo Albino Manca).

## Società

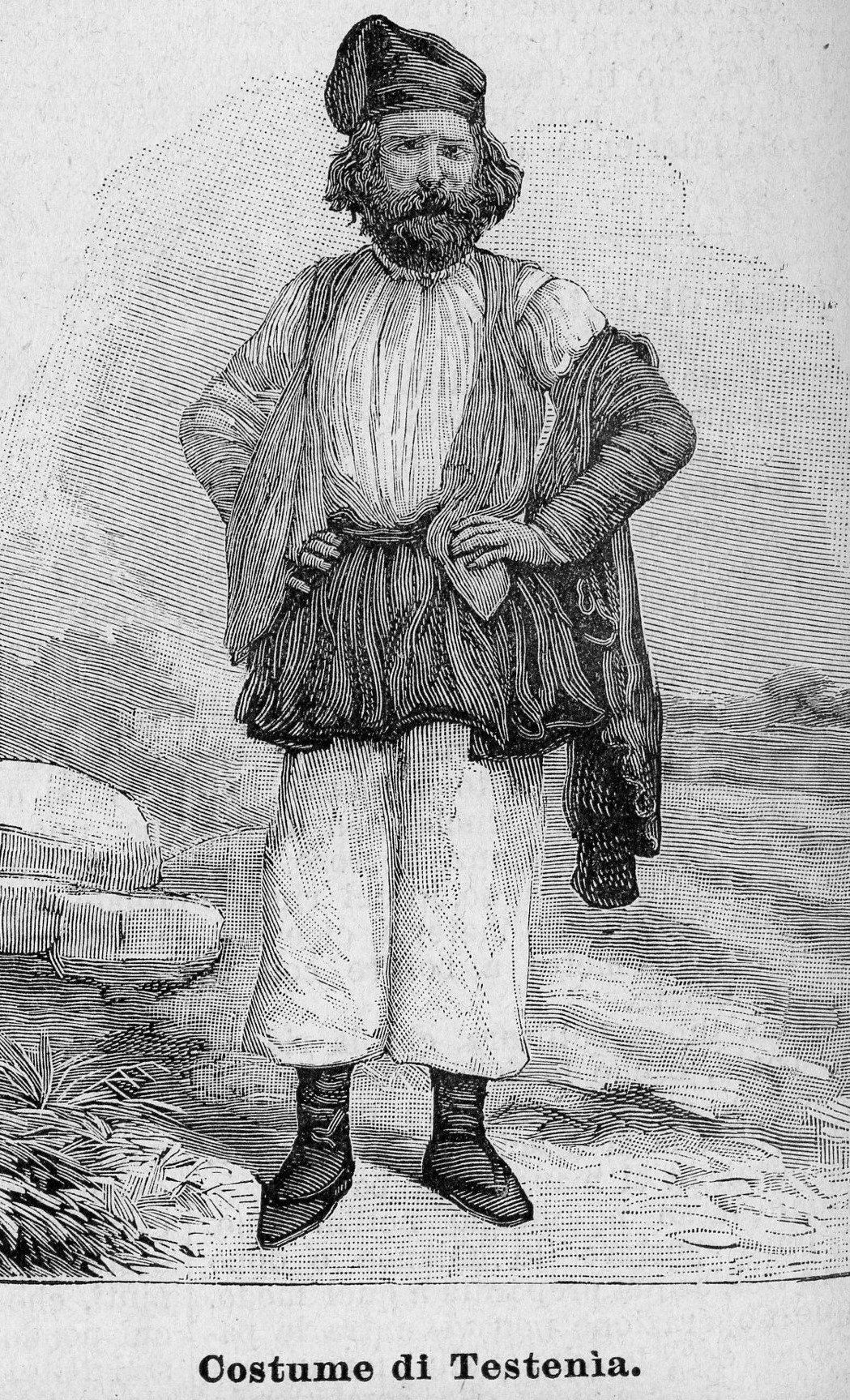
Costume di Tertenìa (xilografia 1901)

### Evoluzione demografica
Abitanti censiti

### Lingue e dialetti
La variante del sardo parlata a Tertenia è il campidanese ogliastrino.

## Cultura

### Curiosità
Il paesaggio di Tertenia e la sua marina sono lo sfondo delle vicende narrate nel giallo "Con la morte non si tratta" (Milano, Garzanti, 2006) dello scrittore genovese Bruno Morchio.

## Economia

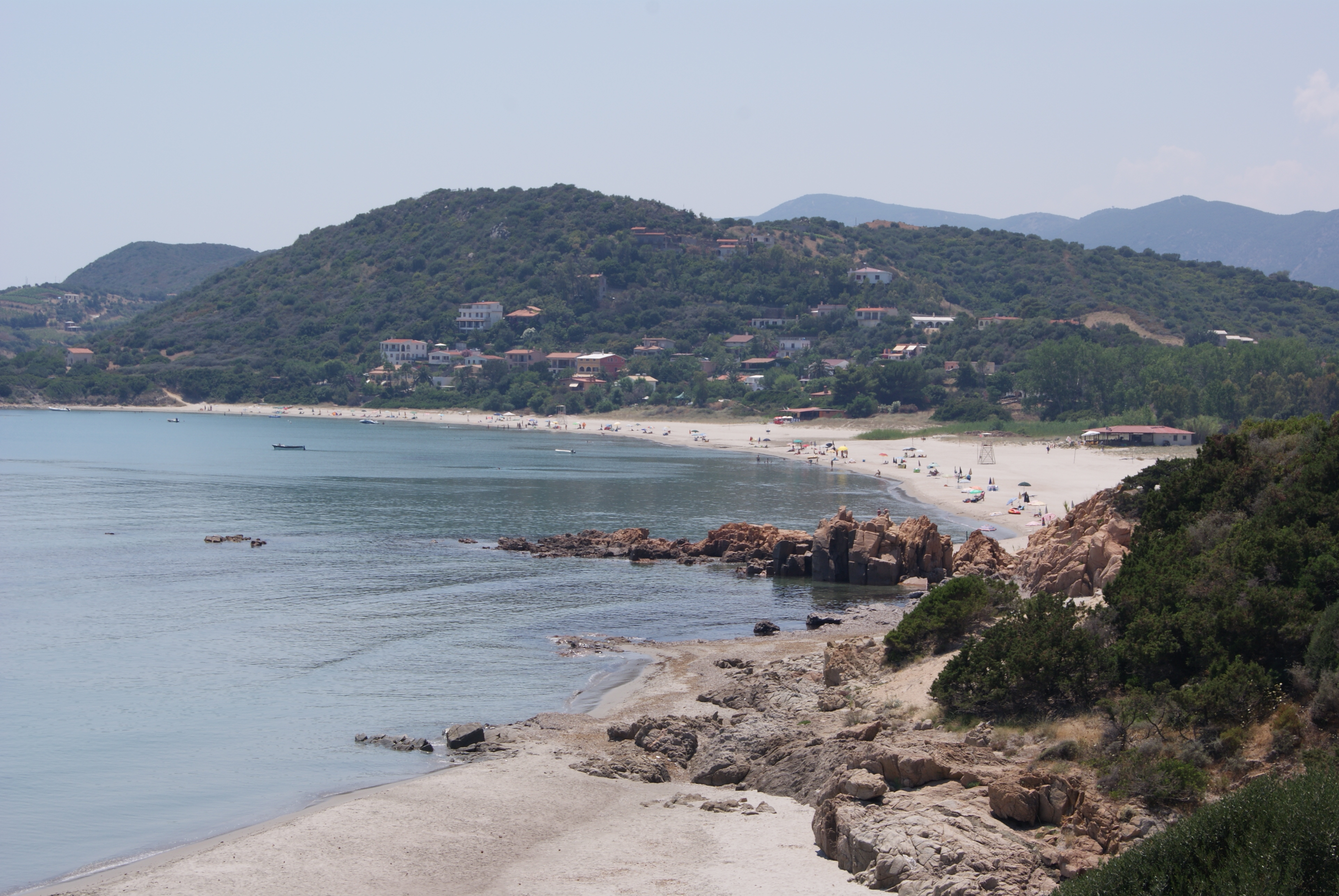
Spiagge di sabbia a Marina di Tertenia viste dalla località Tesonis

Nei secoli è stata molto seguita l'estrazione di vari minerali dalle cave di Bau Arenas e Corongiu, dei territori di Ulassai e Jerzu, trasportate e caricate al porto di Santoru, ancora in parte esistente, situato alla fine della Marina in direzione sud al Salto di Quirra.

Il paese è da sempre vocazione agropastorale, si pratica in particolar modo l'allevamento caprino e pecorino, contando sul territorio circa 50 aziende di ottimo livello e un caseificio riconosciuto in ambito nazionale, già dagli anni Novanta si è avviata una buona rete di attività turistico-ricettive in particolare sul litorale di Sarrala, e una fiorente zona industriale, il paese è in espansione demografica.

## Amministrazione
| Periodo          | Periodo          | Primo cittadino   | Partito                           | Carica  | Note   |
| ---------------- | ---------------- | ----------------- | --------------------------------- | ------- | ------ |
| 23 aprile 1995   | 17 novembre 1996 | Antonio Lai       | centro                            | sindaco | [ 6 ]  |
| 17 novembre 1996 | 13 maggio 2001   | Gian Franco Puddu | liste civiche di centro-sinistra  | sindaco | [ 7 ]  |
| 13 maggio 2001   | 25 maggio 2003   | Antonio Pisu      | liste civiche di centro-sinistra  | sindaco | [ 8 ]  |
| 25 maggio 2003   | 16 giugno 2008   | Guido Pisu        | lista civica                      | sindaco | [ 9 ]  |
| 15 giugno 2008   | 15 maggio 2011   | Guido Pisu        | lista civica "Terteniese"         | sindaco | [ 10 ] |
| 15 maggio 2011   | 5 giugno 2016    | Luciano Loddo     | lista civica "Uniti per Tertenia" | sindaco | [ 11 ] |
| 5 giugno 2016    | 11 ottobre 2021  | Giulio Murgia     | lista civica "Unidade"            | sindaco | [ 12 ] |
| 11 ottobre 2021  | in carica        | Giulio Murgia     | lista civica "Unidade"            | sindaco |        |